# ミハイル・ニコラエヴィチ
ミハイル・ニコラエヴィチ（ロシア語: Михаил Николаевич, ラテン文字転写: Michael Nikolaevich, 1832年10月13日 - 1909年12月18日）は、ロシアの皇族、ロシア大公。ロシア皇帝ニコライ1世と皇后アレクサンドラ・フョードロヴナとの間の四男。カフカース副王（在任：1862年 - 1881年）を長く務め、トビリシに住んだ。その後、1881年から1905年まで国家評議会議長の地位にあった。

## 子女
1857年、バーデン大公レオポルト1世の末娘ツェツィーリエと結婚した。正教に改宗してオリガ・フョードロヴナと名乗った妻との間に7人の子女をもうけた。
- ニコライ（1859年 - 1919年）
- アナスタシア（1860年 - 1922年） - メクレンブルク＝シュヴェリーン大公フリードリヒ・フランツ3世と結婚
- ミハイル（1861年 - 1929年）
- ゲオルギー（1863年 - 1919年）
- アレクサンドル（1866年 - 1933年）
- セルゲイ（1869年 - 1918年）
- アレクセイ（1875年 - 1895年）